# چکاوک پنجه‌کوتاه بزرگ
چکاوک پنجه‌کوتاه بزرگ (نام علمی: Calandrella brachydactyla) پرنده‌ای از راستهٔ گنجشکسانان و از تیرهٔ چکاوکان به طول ۱۴ سانتیمتر، گونه‌ای کوچک و کمرنگ است.